# Britisch-isländische Beziehungen
Die Britisch-isländischen Beziehungen sind von einer langen historischen Verbundenheit geprägt. Bereits in der Wikingerzeit bestanden Kontakte durch die Besiedlung Islands und den mittelalterlichen Handel. Im 20. Jahrhundert kooperierten beide Länder als Alliierte in den Weltkriegen und später im Rahmen der NATO, erlebten jedoch auch Spannungen wie die sogenannten Kabeljaukriege um Fischereirechte. Heute pflegen Großbritannien und Island enge Wirtschaftsbeziehungen – insbesondere im Fischhandel – und einen lebhaften kulturellen Austausch.

## Geschichte

### Frühe Kontakte
Island wurde im späten 9. Jahrhundert von Wikingern aus Skandinavien besiedelt, wobei nach historischen und genetischen Befunden auch Siedler von den Britischen Inseln (gälischer Herkunft) beteiligt waren. Im Spätmittelalter knüpften englische Seefahrer und Kaufleute direkten Kontakt: Kurz nach 1400 begannen englische Fischer, in isländischen Gewässern nach Dorsch zu fischen und mit den Einheimischen Handel zu treiben. Dies führte zu Konflikten mit der dänischen Krone, unter deren Herrschaft Island stand – ein königlicher Statthalter wurde 1467 von Engländern getötet, was einen Konflikt zwischen Dänemark und England auslöste. Ab 1602 schränkte das dänische Handelsmonopol Islands Außenkontakte drastisch ein, sodass bis ins 19. Jahrhundert fast ausschließlich Dänemark Handel treiben durfte und frühere Verbindungen nach England weitgehend zum Erliegen kamen. Im Jahr 1809 ergriff der Abenteurer Jørgen Jørgensen in Reykjavík für zwei Monate die Macht und proklamierte Islands Unabhängigkeit unter britischem Schutz, erhielt jedoch weder von der isländischen Bevölkerung noch von Großbritannien Unterstützung und wurde von Dänen entmachtet.

### Weltkriege
Im Ersten Weltkrieg blieb Island – damals noch in Personalunion mit Dänemark – neutral und hatte keine direkte Kriegsbeteiligung. Nach der Erlangung weitgehender Souveränität 1918 vertieften sich die Beziehungen zu Großbritannien; 1933 schlossen beide einen ersten Handels- und Kooperationsvertrag. Im Zweiten Weltkrieg besetzten britische Streitkräfte am 10. Mai 1940 das neutrale Island, um einer drohenden deutschen Invasion zuvorzukommen. Nach anfänglichem Protest arbeitete die isländische Regierung mit den Briten zusammen. Bereits im Juli 1941 übernahmen amerikanische Truppen die Verteidigung der strategisch wichtigen Insel von den Briten. Während des Krieges – am 17. Juni 1944 – erklärte Island formell seine Unabhängigkeit von Dänemark und wurde eine Republik, womit auch die diplomatischen Beziehungen zum Vereinigten Königreich neu definiert wurden.

### Beziehungen nach der Unabhängigkeit Islands

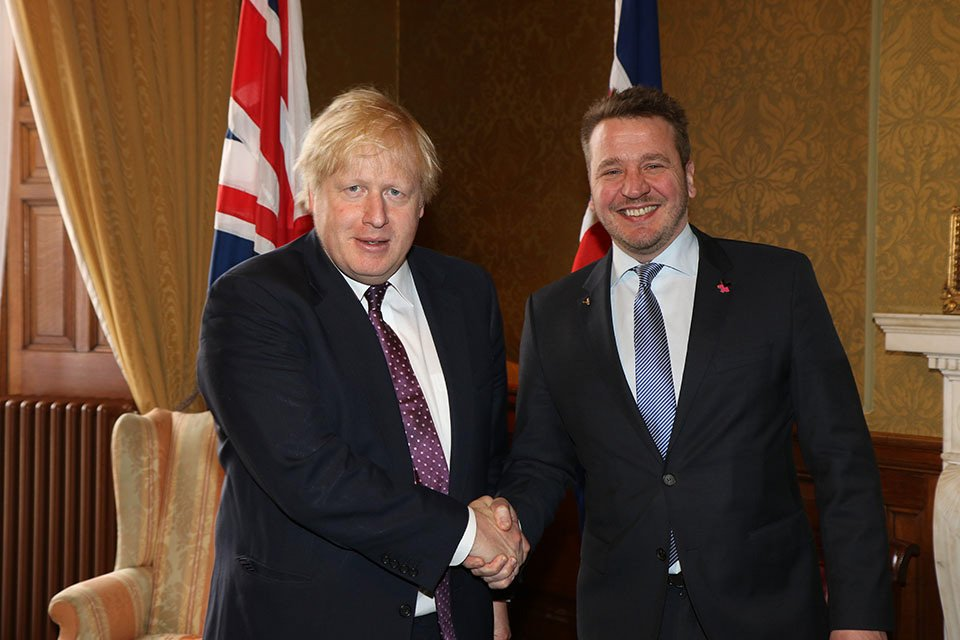
Boris Johnson und Guðlaugur Þór Þórðarson (2017)

Nach 1944 nahmen Island und Großbritannien volle diplomatische Beziehungen auf. Beide Staaten gehörten 1949 zu den Gründungsmitgliedern der NATO und kooperierten im Kalten Krieg eng bei der Verteidigung des Nordatlantiks. Allerdings kam es in den folgenden Jahrzehnten zu schweren Verstimmungen wegen der Kabeljaukriege (1958–1976) um Fischereizonen. Island weitete in drei Schritten einseitig seine Ausschließliche Wirtschaftszone auf 12, 50 und schließlich 200 Seemeilen aus, was Großbritannien vehement ablehnte und zu Konfrontationen zwischen isländischen Patrouillen und der britischen Marine führte. Im dritten Kabeljaukrieg brach Island im Februar 1976 sogar vorübergehend die diplomatischen Beziehungen zum Vereinigten Königreich ab und drohte mit dem Austritt aus der NATO, um seine Fischereirechte durchzusetzen. Unter Vermittlung der Bündnispartner wurde im Juni 1976 ein Abkommen erzielt, das die Konflikte beendete: Großbritannien erkannte eine 200-Meilen-Fischereizone um Island an und durfte im Gegenzug mit einer begrenzten Zahl von Schiffen und reduzierten Fangquoten weiter in isländischen Gewässern fischen.
Die diplomatischen Beziehungen wurden daraufhin umgehend wiederhergestellt und verbesserten sich kontinuierlich. In den folgenden Jahrzehnten entwickelten sich enge, freundschaftliche Beziehungen, untermauert durch die Zusammenarbeit in NATO und internationalen Organisationen. Ein vorübergehender Streit während der internationalen Finanzkrise 2008–2010 (Icesave-Affäre) führte zwar zu Spannungen – die britische Regierung fror dabei vorübergehend Vermögenswerte isländischer Banken mit Antiterror-Gesetzen ein, doch wurden diese Differenzen letztlich beigelegt. Im 21. Jahrhundert gelten die britisch-isländischen Beziehungen als partnerschaftlich und stabil.

## Wirtschaftsbeziehungen
Die Wirtschaftsbeziehungen zwischen Großbritannien und Island sind traditionell eng, insbesondere in der Fischerei. Seit dem Spätmittelalter zählte England bzw. das Vereinigte Königreich zu den Hauptabnehmern isländischer Fischprodukte; britische Fischer operierten bereits seit dem 14. Jahrhundert regelmäßig in den Gewässern um Island. Auch nach der Unabhängigkeit blieb Großbritannien ein wichtiger Handelspartner. So gingen 2016 rund 11,6 % der isländischen Warenexporte – vor allem Fisch und Meeresfrüchte – ins Vereinigte Königreich. Im Gegenzug liefern britische Unternehmen Investitions- und Konsumgüter nach Island (z. B. Maschinen, Fahrzeuge und Lebensmittel). Nach dem EU-Austritt des Vereinigten Königreichs (Brexit) unterzeichneten Island, Norwegen und Liechtenstein im Juli 2021 gemeinsam ein neues Freihandelsabkommen mit Großbritannien, um nahtlos an die bisherigen zollfreien Handelsbeziehungen anzuknüpfen.

## Kulturbeziehungen
Die kulturellen Verbindungen zwischen Island und Großbritannien reichen weit zurück. Bereits im 19. Jahrhundert begeisterten sich britische Intellektuelle für die isländische Natur und Literatur – so fühlte sich der Dichter und Kunsthandwerker William Morris auf seinen Islandreisen der 1870er Jahre von der Landschaft und der Saga-Tradition tief inspiriert. Umgekehrt finden isländische Künstler und Autoren in Großbritannien Beachtung; moderne isländische Musik und Literatur (etwa die Werke von Nobelpreisträger Halldór Laxness oder der Sängerin Björk) genießen auch im britischen Publikum Anerkennung. Im Bildungsbereich besteht ein enger Austausch: Dank freier Beweglichkeit im Europäischen Wirtschaftsraum studierten in den letzten Jahrzehnten viele isländische Studenten an britischen Hochschulen. Auch durch den Tourismus, der durch die verhältnismäßig große Nähe Islands zu den britischen Inseln begünstigt wird, bestehen enge persönliche Kontakte. So reisen jedes Jahr zahlreiche Briten nach Island – 2022 stellten Besucher aus dem UK die zweitgrößte ausländische Touristengruppe – und umgekehrt sind Großbritannien-Reisen in Island populär. 